# Β-カロテン-15,15'-モノオキシゲナーゼ
β-カロテン-15,15'-モノオキシゲナーゼ(β-carotene 15,15'-monooxygenase)は、レチノール代謝酵素の一つで、次の化学反応を触媒する酸化還元酵素である。
β-カロテン + O2 {\displaystyle \rightleftharpoons } 2 レチナール
この酵素の基質はβ-カロテンとO2で、生成物はレチナールである。補因子として鉄、胆汁酸を用いる。
この酵素は酸化還元酵素に属する。酸化剤である酸素をさらに反応基質上に組み込む働きを持つため、レチナールに導入されるヒドロキシ基のために外部から別の酸素原子を供給する必要性は無い。
系統名はβ-carotene:oxygen 15,15'-oxidoreductase (bond-cleaving)